# Appenzell (stad)
Appenzell is de hoofdstad van het Zwitsers kanton Appenzell Innerrhoden.
De gemeente bestaat uit de dorpen Appenzell, Rinkenbach, Kau en Meistersrüte en ligt op 780 meter hoogte en beslaat 1688 hectare (16,88 km²). Appenzell telt 5.729 inwoners.
De rivier de Sitter stroomt door het dorp. Appenzell is via de Appenzeller Bahnen, een lokale regiotram, verbonden met Sankt Gallen.
In 1071 werd de stad de eerste keer in de literatuur genoemd in de stichtingsoorkonde van de plaatselijke rooms-katholieke kerk. Het behoorde toentertijd bij het klooster Sankt Gallen.
Bezienswaardigheden zijn, onder andere, de rooms-katholieke kerk uit 1824/1825 met de toren uit 1488, enkele historische gebouwen en het raadhuis. Appenzell heeft daarnaast enkele interessante musea, waaronder Museum Liner en Kunsthalle Ziegelhütte. De tentoonstellingen wisselen regelmatig. Overigens zijn beide gebouwen alleen al vanwege de bijzondere architectuur een bezoek waard.
Een van Appenzells bekendste exportproducten is de pittige Appenzeller kaas.
Bijzonder in Appenzell is de hier ver doorgevoerde vorm van directe democratie: al sinds 1403 komen eenmaal per jaar, eind april, om exact 12.00 uur de bewoners op het centrale plein bijeen om via handopsteken te stemmen over het lot van hun lokale volksvertegenwoordigers (Landsgemeinde). Na de stemming vindt er een groot dorpsfeest plaats.

## Geboren
- Edmund Wilhelm Dähler (1873-1947), politicus
- Daniel Fässler (1960), politicus
- Barbara Heeb (1969), wielrenster

## Overleden
- Heinz Bigler (1949-2021), voetballer en voetbaltrainer